# Mariela Antoniska
Mariela Andrea Antoniska Arrondo (* 20. Mai 1975 in Banfield, Buenos Aires) ist eine ehemalige argentinische Feldhockeyspielerin. Sie nahm an den Olympischen Spielen 2000 in Sydney und an den Olympischen Spielen 2004 in Athen teil.

## Karriere
Antoniska begann in Argentinien ihre Karriere bei Lomas Athletic Club. Im selben Jahr gewann sie bei den Panamerikanischen Spielen 1999 in Winnipeg die Goldmedaille. Bei den Olympischen Spielen 2000 in Sydney gewann sie die Silbermedaille mit der Mannschaft. Ein Jahr darauf folgte bei der Champions Trophy in Amstelveen beim Panamerikanischen Cup in Kingston jeweils der Gewinn der Goldmedaille. 2002 wurde Antoniska in Perth Weltmeisterin und sicherte sich bei der Champions Trophy in Macau die Silbermedaille. Bei den Panamerikanischen Spielen 2003 in Santo Domingo wiederholte sie ihren Erfolg von 1999 mit dem erneuten Turniersieg. Bei den Olympischen Spielen 2004 in Athen gewann sie Bronze.
Mariela Antoniska studierte Medizin und arbeitet als Ärztin im Garrahan Krankenhaus in Buenos Aires.